# تینیاله
تینیاله (به ایتالیایی: Tignale) یک کومونه در ایتالیا است که در استان برشا واقع شده‌است. تینیاله ۴۸ کیلومتر مربع مساحت و ۱٬۳۱۷ نفر جمعیت دارد و ۵۵۵ متر بالاتر از سطح دریا واقع شده‌است.